# Mutare
Mutare este un oraș din Zimbabwe. Are rol de reședință a provinciei Manicaland.